# Агилар Фернандес де Кордоба, Альфонсо
Альфонсо Агилар Фернандес де Кордоба (исп. Alfonso Aguilar Fernández de Córdoba; 21 сентября 1653, Монтилья, Габсбургская Испания — 19 сентября 1699, Мадрид, Габсбургская Испания) — испанский кардинал. Великий инквизитор Испании с 5 по 19 сентября 1699 года. Кардинал-священник с 22 июля 1697 года по 19 сентября 1699 года.